# Calamus mayrii
Calamus mayrii är en enhjärtbladig växtart som beskrevs av Karl Ewald Maximilian Burret. Calamus mayrii ingår i släktet Calamus och familjen Arecaceae. Inga underarter finns listade i Catalogue of Life.